# Gabriel Brncic
Gabriel Oliverio Brnčić Isaza (Santiago de Chile, 6 de febrero de 1942-) es compositor, pedagogo y especialista en tecnología y música electroacústica chileno de ascendencia croata.
Formado en Chile, terminó sus estudios en Buenos Aires (Argentina), donde inició su carrera como intérprete, compositor y pedagogo. En 1974 se exilió a Europa y, desde entonces, reside en Barcelona (España), donde compagina la composición con la pedagogía.

## Biografía
Gabriel Brncic inició su formación en su país natal, estudiando violín y oboe en el Conservatorio Nacional, y composición con Gustavo Becerra-Schmidt en la Facultad de Artes Musicales y de la Representación de la Universidad de Chile en donde se licencia en composición. Además de música, también realizó estudios iniciales de ingeniería, lo que ayuda a explicar su temprano interés por la música electroacústica y por la composición con algorítmos, así como sus estudios como instrumentista de violín, viola y oboe, ayudan a entender su interés por la investigación en nuevas técnicas de ejecución instrumental. 
En 1965 emigró definitivamente a Argentina, para completar su formación becado por el CLAEM (Centro Latinoamericano de Altos Estudios Musicales) del Instituto Di Tella de Buenos Aires —cuyo laboratorio de música electroacústica fue pionero no solo a nivel latinoamericano, sino mundial por su actividad en los campos de la creación y la innovación—, no sin antes haber compuesto ya sus obra de música concreta Génesis y Máquinas (1964) utilizando un par de magnetófonos conseguidos en préstamo.
En el CLAEM completó estudios de posgrado de composición y música electroacústica con Alberto Ginastera, Francisco Kröpfl y Gerardo Gandini. Allí conoció, entre otros compositores importantes del panorama internacional, a Iannis Xenakis, John Cage y Luigi Nono de quienes recibió un importante estímulo. 
En 1966 empezó a trabajar en el CLAEM con Fernando von Reichenbach, su director técnico. Entre 1967 y 1970 fue profesor adjunto de la cátedra de música electroacústica del CLAEM, bajo la dirección de Francisco Kröpfl. 
Entre 1971 a 1973, fue director del Laboratorio de Sonido y Música Electroacústica del Centro de Investigación en Comunicación Masiva, Arte y Tecnología (CICMAT) de Buenos Aires.
Brncic debió abandonar Argentina debido al clima político hostil de la dictadura con la militancia de izquierda, llegando a sufrir un secuestro en 1971.
En 1974 se exilió con su familia a Barcelona, en donde reside desde entonces, al haber optado entre otras posibilidades de trabajo tal vez más inciertas, por un puesto de pedagogo en el laboratorio Phonos, fundado por Andrés Lewin-Richter y Josep Maria Mestres Quadreny, encargándose al principio de impartir cursos de composición y convirtiéndose en 1983 en su director y posteriormente en su director artístico.
Desde un primer momento tomó parte destacada en las diversas iniciativas para el desarrollo y divulgación de la música electroacústica colaborando con otros compositores, intérpretes e investigadores y artistas de otras disciplinas. Su conocimiento de la tradición musical y de la tecnología musical contemporánea desde los lejanos años sesenta en Chile, le ha valido su prestigio como pedagogo de las nuevas generaciones de músicos. 
No volvió a Chile hasta 1990, para impartir en Santiago de Chile un curso de dos semanas en el Departamento de Música de la Facultad de Artes de la Universidad de Chile y dar un concierto y dictar en Concepción una conferencia-concierto. En su segundo viaje en 1994, dictó el curso Técnicas Actuales para el Oficio del Compositor, auspiciado por la SCD y la Sociedad General de Autores de España (SGAE), así como seminarios de composición en la Facultad de Artes de la Universidad de Chile y en Instituto de Música de la Pontificia Universidad Católica de Chile y dio un concierto con obras de autores de la Asociación de Música Electroacústica de España (AMEE) —de la que Brncic es uno de los fundadores y de cuya junta directiva fue vicepresidente entre 1989 y 1994. Durante este mismo viaje se ponen las bases del proyecto de creación del Centro de Música y Tecnología (CMT). En 1996 dicta un nuevo curso en la Escuela de Música de la SCD: Taller de Creación Musical II y participa en un concierto con obras de jóvenes compositores chilenos con motivo de la inauguración del Centro de Música y Tecnología.
En nuevas visitas a Chile en 1999 y 2003 imparte más cursos y seminarios, así como la conferencia Presencia de Luigi Nono: Pensamiento musical y análisis de obras, y es nombrado evaluador académico externo del Magíster en Artes, mención composición musical, en la Facultad de Artes de la Universidad de Chile donde además realiza una conferencia en el GEMA, y recibe la Medalla de la Música, otorgada por el Consejo Chileno de la Música. 
Además de en la Fundación Phonos, de Barcelona, ha dado cursos o a estrenado sus obras en el Gabinete de Música Electroacústica de Cuenca, la Associació Catalana de Compositors, de la que es miembro, el IMEB (Instituto Internacional de Música Electroacústica ) de Bourges (Francia), la International Computer Music Association (ICMA), la Asociación de Música Electroacústica de España (AMEE), la Fundación Joan Miró de Barcelona, Musica Realtà de Milán (Italia), el Laboratorio de Investigación y Producción Musical de Buenos Aires, la Volksuniversitët (Universidad Popular) de Róterdam, (Holanda), el Festival Internacional de Música de Alicante, el EMS (Electronic Music Studio) de Estocolmo (Suecia), la CIME-ICEM (Confederación Internacional de Música Electroacústica), el Centro para la Difusión de la Música Contemporánea del Ministerio de Cultura de España, la City University London de Londres (Reino Unido), el GEMA de la Universidad de Chile, los ENSEMS (Festival Internacional de Música Contemporánea) de Valencia (España), la Universidad Menéndez y Pelayo, Madrid (España), la SCD|CMT, Centro de Música y Tecnología de Santiago de Chile, el Departamento de Historia del Arte de la Universidad de Barcelona, el IMUC de la Pontificia Universidad Católica de Chile, GRM (Groupe de recherches musicales) de Radio France, el CCCB (Centro de Cultura Contemporánea de Barcelona) y el IUA (Instituto de Estudios Audiovisuales) de la Universidad Pompeu Fabra (UPF) de Barcelona. 
Compagina la dirección artística de la Fundación Phonos, con su trabajo como profesor de Teoría de la Composición en el Master en Artes Digitales y en el curso de Arte y Tecnología de la Universidad Pompeu Fabra y de composición y análisis en la Escuela Superior de Música de Cataluña (ESMUC). 
En 2005 creó el posgrado en Composición Musical y Tecnologías Contemporáneas de la Universidad Pompeu Fabra del cual es director. 
En 2006, se presentó el cedé monográfico Gabriel Brnčić (2006) en la sala Mompou de la sede barcelonesa de la SGAE, en la que intervinieron Josep Mª Mestres Quadreny, Andrés Lewin-Richter, Anna Bofill, Daniel Teruggi, Claudio Zulian, Teresa Monsegur, José Manuel Berenguer y Gabriela Vargas. El acordeonista Iñaki Alberdi y el saxofonista Daniel Kientzy interpretaron obras incluidas en la dicha grabación.
Su obra instrumental y electroacústica ha recibido premios y distinciones de carácter nacional e internacional, destacando que fue nombrado académico correspondiente de la Academia Chilena de Bellas Artes del Instituto de Chile y la colección Cultures Électroniques, editada por la UNESCO, incluyó en 2003 su obra Chile fértil provincia..., obra con la cual Brncic recibió el premio del Festival Internacional de Bourges 1986 (convirtiéndose en el tercer músico chileno en ganar un premio del concurso principal de Bourges, junto con Iván Pequeño en 1974 y José Vicente Ausar en 1975).

## Formación
- Bachiller en Matemáticas, Liceo Manuel de Salas, Santiago de Chile

- Título Superior de Licenciado en Composición, Facultad de Artes de la Universidad de Chile.

- Diploma de posgrado, Especialización en Composición y Música Electroacústica, del Centro Latinoamericano de Altos Estudios Musicales (CLAEM), Buenos Aires, Argentina.

- Título Superior de Profesor de Armonía, Contrapunto y Fuga, Composición e Instrumentación y Orquestación. Ministerio de Educación, España.

## Cursos impartidos
- Curso de Oboe, Escuela vespertina del Conservatorio Nacional de Música de Chile. 1960.
- Curso de Música Electrónica, CLAEM, Buenos Aires. 1967-70.
- Seminarios sobre aplicación creativa de la tecnología, CLAEM, Buenos Aires. 1969.
- Curso de Psicoacústica, Universidad de El Salvador, Buenos Aires. 1970.
- Curso de Sonido Aplicado a la Músico-Terapia, Buenos Aires. 1970.
- Curso de Técnicas de la Música Electroacústica, Centro de Investigaciones en Comunicación Masiva, Arte y Tecnología (CICMAT), Buenos Aires. 1971-74.
- Curso de Composición con Medios Electroacústicos, Fundación Phonos de Barcelona, 1975-90.
- Seminario de Composición. Cursos de verano de la Fundación Phonos. 1976-1993. Realizados en la Fundación Joan Miró de Barcelona.
- Málaga, Curso de Composición, Conservatorio Superior de Música. 1988-98-90.
- Seminario de Música Electroacústica y Taller de Composición en la Facultad de Artes de la Universidad de Chile. Santiago de Chile, del 23 al 30 de agosto de 1990.
- Conferencia-Concierto en la Biblioteca Municipal de Concepción, Chile. 12.09.90. Auspicio de la Universidad de Bío-Bío y el Conservatorio de Música Laurencia Contreras Lema.
- San Sebastián, Curso de Composición, Conservatorio Superior de Música, 1989 y 1991.
- Curso de Composición con medios Instrumentales, Electroacústicos e Informáticos, Gabinete de Música Electroacústica (GME) del Conservatorio Profesional de Cuenca, España, 1989-1997.
- Curso de Extensión Universitaria sobre Música y Tecnología, Universidad de Barcelona. 1993.
- Técnicas actuales para el oficio del compositor. Escuela de la de la Sociedad Chilena del Derecho de Autor (SCD). Santiago de Chile, del 6 al 9 de septiembre de 1994.
- Master en Creación Musical y Tecnología, Universidad Pompeu Fabra de Barcelona, 1994-1996, 1995-97.
- Taller de Creación Musical II (Técnicas actuales para el oficio del compositor II). Centro de Música y Tecnología (CMT) de la Sociedad Chilena del derecho de Autor (SCD). Santiago de Chile, del 12 al 31 de agosto de 1996.
- Curso sobre Las Secuencias de Luciano Berio. Conservatorio Profesional de Cuenca, España, 2000.
- Curso de Composición e Informática Musical, Fundación Phonos Instituto Universitario del Audiovisual,1996-97.
- Curso sobre Las Secuencias de Luciano Berio. Conservatorio Profesional de Vitoria, España, 2001.
- Máster en Artes Digitales, Módulo Composición Musical, Universidad Pompeu Fabra de Barcelona, 1998-2008.
- Seminario de Composición del Laboratorio de Informática y Electrónica Musical (LIEM) del Centro para la Difusión de la Música Contemporánea (CDMC), Madrid, 2001.
- Seminario de Teoría de la Composición. Posgrado en Composición y Tecnología Contemporánea, Universidad Pompeu Fabra de Barcelona, 2006-2008.
- Seminario de composición en el Instituto de Música de la Universidad Católica de Chile. Septiembre-noviembre de 2003.
- Seminario Presencia de Luigi Nono en el Instituto de Música de la Universidad Católica de Chile. Octubre de 2003.
- Cursos regulares de Composición, Técnicas de Composición y Análisis Musical en la Escuela Superior de Música de Cataluña, 2002-2008.

## Cargos
- Profesor e investigador del Instituto Di Tella de Buenos Aires junto a Alberto Ginastera, Francisco Kröpfl y Gerardo Gandini. 1967-70
- Director del Estudio de Sonido y Música Electroacústica del Centro de Investigaciones en Comunicación Masiva, Arte y Tecnología (CICMAT) de la Municipalidad de Buenos Aires. 1971-74
- Director del Estudio de Música electroacústica de la Fundación Phonos de Barcelona. 1975-92
- Profesor de Teoría de la Composición y Teoría y Práctica de la Música con medios Electroacústicos-Informáticos en el Gabinete de Música Electroacústica de Cuenca. 1989-97.
- Director del Seminario Internacional sobre Música y Ordenadores, Universidad Internacional Menéndez Pelayo. 1991-95.
- Director artístico de la Fundación Phonos, Barcelona. 1993-
- Profesor del Máster en Artes Digitales de la Universidad Pompeu Fabra, Barcelona. 1994-
- Director de los cursos de análisis musical: Eines de Creació Musical, Centro de Cultura Contemporánea de Barcelona y Universidad Pompeu Fabra. 1996-
- Profesor de Composición y Análisis Musical de la Escuela Superior de Música de Cataluña. 2001-
- Profesor asociado de la Universidad Pompeu Fabra para el Curso de Arte y Tecnología. 2002-
- Director del posgrado en Composición Musical y Tecnología Contemporánea, Universidad Pompeu Fabra. 2006-

## Reconocimientos
- Premio del Instituto de Extensión Musical de la Universidad de Chile (1967, 1968, 1969)
- Beca del Instituto Di Tella, Buenos Aires, Argentina, (1965-1967)
- Primer premio del concurso "Casa de las Américas", Cuba (1966)
- Beca para composición de la Fundación Guggenheim, Estados Unidos de América (1976)
- Encargo de la sección de música de la Südwestfunk, Alemania (1980)
- Encargo de la primera Muestra de Música Contemporánea de Cataluña, España (1983)
- Primer premio del Concours Internationaux de Musique et d’Art Sonore Electroacoustiques del IMEB de Bourges, Francia (1984)
- Premio Ciudad de Barcelona (1985)
- Encargo del Centro para la Difusión de la Música Contemporánea y de Radio Nacional de España, Radio 2, Madrid (1988).
- Medalla del Consejo Chileno de la Música (2003)
- Académico Correspondiente de la Academia de Bellas Artes del Instituto de Chile.

## Catálogo de obras
| Año     | Obra | Tipo de obra                              |
| ------- | --- | ----------------------------------------- |
| 1963    | Oda a la energía, para orquesta | Música orquestal                          |
| 1964    | Génesis, música electroacústica para escena (ballet)                                                                               | Música de escena (ballet)                 |
| 1964    | Máquinas, música electroacústica para escena                                                                                       | Música de escena (electroacústica)        |
| 1964    | Yasi-Yatere, para grupo de cámara                                                                                                  | Música instrumental                       |
| 1966    | Quodlibet, para saxofón, viola, trompeta, guitarra eléctrica y órgano eléctrico o dos saxofones altos, viola y vibráfono           | Música instrumental                       |
| 1966    | Quodlibet II, música electroacústica en tiempo real (sintetizador)                                                                 | Música electroacústica                    |
| 1964    | Dialexis, para percusión, piano, celesta y cinta                                                                                   | Música instrumental (cinta)               |
| 1967    | Volveremos a las montañas, música electroacústica                                                                                  | Música electroacústica                    |
| 1967    | Concierto para viola y orquesta | Música orquestal (concierto)              |
| 1967    | Acuérdate, ha muerto..., para clarinete y violín procesados electrónicamente                                                       | Música instrumental (electrónica)         |
| 1967    | Acuerdate, ha muerto… (segunda versión), para oboe, clarinete, violín, viola y procesados electrónicamente                         | Música instrumental (electrónica)         |
| 1967-71 | 24 Quodlibet | -                                         |
| 1968    | Quodlibet IV, para acordeón | Música solista                            |
| 1968    | Volveremos a las montañas (segunda versión), música electroacústica                                                                | Música electroacústica                    |
| 1968    | Quodlibet VIII, para oboe, corno inglés y electrónica sobre soporte                                                                | Música instrumental (electrónica)         |
| 1968    | Quodlibet VIII (segunda versión), para flauta, viola, contrabajo, corno inglés y electrónica sobre soporte                         | Música instrumental (electrónica)         |
| 1968    | Quodlibet VIII (tercera versión), para flauta, viola y electrónica sobre soporte                                                   | Música instrumental (electrónica)         |
| 1968    | Puerto Montt, música electroacústica                                                                                               | Música electroacústica                    |
| 1969    | Quodlibet XVII, para orquesta, coro y bailarines                                                                                   | Música de escena (ballet)                 |
| 1969    | El túnel (a Jorge Sábato), música electroacústica                                                                                  | Música electroacústica                    |
| 1970    | Preludio de madera, música electroacústica                                                                                         | Música electroacústica                    |
| 1970    | Preludio de cristal, música electroacústica                                                                                        | Música electroacústica                    |
| 1970    | Batucada, música electroacústica                                                                                                   | Música electroacústica                    |
| 1971    | Donald Blues, música electroacústica                                                                                               | Música electroacústica                    |
| 1971    | Agua, música electroacústica | Música electroacústica                    |
| 1972    | Cuarteto (segunda versión), para violín, dos violas y cinta                                                                        | Música instrumental (cinta)               |
| 1973    | Música de 1973, para piano, viola, sintetizador y cinta                                                                            | Música instrumental (cinta)               |
| 1976    | Arpégios, música electroacústica                                                                                                   | Música electroacústica                    |
| 1976    | Un día en el jardín del gigante, música para escena con piano, percusión y cinta                                                   | Música de escena                          |
| 1976    | Salvat-Papasseit i la seva època, música electroacústica para escena                                                               | Música de escena (electroacústica)        |
| 1976    | Quodlibet IV (segunda versión), para piano y cinta                                                                                 | Música solista (cinta)                    |
| 1976    | Cueca para la exaltación de Jorge Peña Hen, para dos guitarras                                                                     | Música solista (guitarras)                |
| 1975-76 | Chile fértil provincia, para viola, contrabajo, percusión y cinta                                                                  | Música instrumental (cinta)               |
| 1977    | Un jardín para todos, música electroacústica para escena                                                                           | Música de escena (electroacústica)        |
| 1977    | Variaciones I, música electroacústica                                                                                              | Música electroacústica                    |
| 1979    | Tonada larga a Recabarren, para violonchelo y piano                                                                                | Música instrumental                       |
| 1979    | Destierro, música electroacústica                                                                                                  | Música electroacústica                    |
| 1979-81 | Cielo, para violas y cinta | Música solista (cinta)                    |
| 1980    | Memorias, para percusión, violín y cinta                                                                                           | Música solista (cinta)                    |
| 1980    | Música de las apariencias, para violín y cinta                                                                                     | Música solista (cinta)                    |
| 1980    | Coral retrato, para tenor, viola, clarinete y cinta                                                                                | Música instrumental (cinta)               |
| 1980    | Aria y pasacalle, par flauta, clarinete, contrabajo, guitarra y cinta                                                              | Música instrumental (cinta)               |
| 1981    | Nuestra América, para percusión y cinta                                                                                            | Música solista (cinta)                    |
| 1981    | Grisalla | -                                         |
| 1982    | Grisalla (segunda versión), música electroacústica para escena                                                                     | Música de escena (electroacústica)        |
| 1982    | Bach y las monedas, música electroacústica para escena                                                                             | Música de escena (electroacústica)        |
| 1982    | Nuestra América (segunda versión), música electroacústica sobre cinta                                                              | Música electroacústica                    |
| 1982    | Las afinidades electivas 1982, polymoogs                                                                                           | Música electrónica                        |
| 1982    | Canciones con sintetizador, música electroacústica sobre cinta                                                                     | Música electroacústica                    |
| 1983    | Polifonía de Barcelona, para grupo de cámara con procesamiento electroacústico en tiempo real                                      | Música instrumental                       |
| 1983    | Triunfo por las madres de Plaza de mayo, para guitarra, voz y cinta                                                                | Música vocal (instrumental)               |
| 1983    | Polifonía de Venecia, para música electroacústica sobre cinta                                                                      | Música electroacústica                    |
| 1984    | Variaciones sobre sonatas e interludios, para viola, guitarra eléctrica y cinta                                                    | Música instrumental (cinta)               |
| 1985    | Concierto gótico, para viola y cinta                                                                                               | Música solista (cinta)                    |
| 1985    | Chile fértil provincia (segunda versión), para viola, contrabajo, percusión, voz y cinta                                           | Música instrumental (cinta)               |
| 1985    | Concierto Gótico, para música electroacústica sobre cinta                                                                          | Música electroacústica                    |
| 1985    | Concierto Gótico, para viola o violonchelo y cinta                                                                                 | Música instrumental (cinta)               |
| 1985    | Quodlibet IV (tercera versión), para voces y cinta                                                                                 | Música vocal (cinta)                      |
| 1985    | Opera Rotas, para voces, orquesta de cámara y electroacústica                                                                      | Música vocal (orquesta)                   |
| 1986    | Clarinen Tres, para clarinete y cinta                                                                                              | Música solista (cinta)                    |
| 1986    | Des' être, para sintetizador controlado por ordenador y dos violas                                                                 | Música solista (electrónica)              |
| 1986    | Tres Estilos, para guitarra y tratamientos electrónicos                                                                            | Música solista (electrónica)              |
| 1987    | Ese Mar, para trompa, tuba y cinta                                                                                                 | Música instrumental (cinta)               |
| 1987    | Ciudad Encantada, para cinta | Música para cinta                         |
| 1987    | Melodies, para saxofón alto solo                                                                                                   | Música solista (cinta)                    |
| 1987-88 | Música de cámara I, II y III, para varios grupos instrumentales                                                                    | Música instrumental                       |
| 1988    | Passacaglia, sintetizadores y cinta                                                                                                | Música electrónica                        |
| 1988    | Sexteto para violas, para viola y cinta                                                                                            | Música solista (cinta)                    |
| 1988    | Historia de dos ciudades, obra radiofónica                                                                                         | Música radiofónica                        |
| 1989    | Dulcian Concert, para fagot y cinta                                                                                                | Música solista (cinta)                    |
| 1989    | Composición, música electroacústica                                                                                                | Música electroacústica                    |
| 1989    | Kientzy Concert, para saxofón tenor procesado en tiempo real y cinta                                                               | Música solista (cinta)                    |
| 1989    | Uno y mil efectos de la libertad, música electroacústica                                                                           | Música electroacústica                    |
| 1990    | Viaje al invierno, para flauta y cinta                                                                                             | Música solista (cinta)                    |
| 1990    | Vade Retro, a Luigi Nono, música electroacústica                                                                                   | Música electroacústica                    |
| 1990    | Tenor concert (a Daniel Kientzy), para saxofón tenor solo                                                                          | Música solista (cinta)                    |
| 1991    | Partita para oboe, para oboe solista, clarinete, viola, viola y cinta                                                              | Música instrumental (cinta)               |
| 1991    | Contrabajo concert (a Daniel Kientzy), para saxofón contrabajo solo                                                                | Música solista (saxo)                     |
| 1991    | Soprano-Concert (a Daniel Kientzy), para saxofón soprano solo                                                                      | Música solista (saxo)                     |
| 1991    | Bajo concert (a Daniel Kientzy), para saxofón bajo solo                                                                            | Música solista (saxo)                     |
| 1991-96 | Adagio Scherzo, música electroacústica                                                                                             | Música electroacústica                    |
| 1992    | Viola Concert, para viola y cinta                                                                                                  | Música solista (cinta)                    |
| 1993    | Baryton concert (a Daniel Kientzy), para saxofón barítono solo                                                                     | Música solista (saxo)                     |
| 1994    | Dos esbozos para antiguos instrumentos electrónicos                                                                                | Música electrónica                        |
| 1994    | Alto concert (a Daniel Kientzy), para saxofón alto solo                                                                            | Música solista (saxo)                     |
| 1995    | …que no desorganiza cap murmuri, para flauta dulce y cinta                                                                         | Música solista (cinta)                    |
| 1996    | Constanza (La casa del viento 1) para cuarteto de flauta dulce (soprano, alto, tenor y bajo) y cinta                               | Música instrumental (cinta)               |
| 1996    | Sopranino concert (a Daniel Kientzy), para saxofón sopranino solo                                                                  | Música solista (saxo)                     |
| 1996    | Variaciones sobre órgano para órgano y cinta                                                                                       | Música solista (cinta)                    |
| 1997    | Scherzo (a Cirilo Vila) para violín, violonchelo, trombón y piano                                                                  | Música de cámara                          |
| 1998    | Quodlibet VII (segunda versión) para percusión y cinta                                                                             | Música solista (cinta)                    |
| 1998    | Vuelta de paseo para soprano, arpa y cinta                                                                                         | Música vocal (instrumental)               |
| 1999    | Clarinet Concert para Harry Sparnaay, para clarinete bajo y cinta                                                                  | Música instrumental (cinta)               |
| 1999    | La casa del viento (segunda versión, a Bárbara), para flauta y flauta alto, clarinete y clarinete bajo, viola, violonchelo y cinta | Música instrumental (cinta)               |
| 1999    | Coreútica, para viola y cinta | Música solista (cinta)                    |
| 1999    | Amico ai vinto para corno inglés, dos violas y cinta                                                                               | Música instrumental (cinta)               |
| 1999    | Claro-Oscuro (a Zlatko Brncic) para flauta piccola, flauta, flauta en sol y flauta baja                                            | Música de cámara                          |
| 2000    | Ergon Rondeau para cuatro trompas, violonchelo amplificado y cinta                                                                 | Música instrumental (cinta)               |
| 2001    | La casa del viento (tercera versión, a Teresa Monsegur), para cuarteto de cuerda y cinta                                           | Música instrumental (cinta)               |
| 2001    | Escena, para voz, electrónica y piano, vibráfono y arpa                                                                            | Música instrumental con voz y electrónica |
| 2002    | Ronde-Bosse para viola y arpa con interacciones electroacústicas en tiempo real y cinta                                            | Música instrumental (cinta)               |
| 2002    | Clarinen-tres, versión para viola para viola e interacciones electroacústicas en tiempo real y cinta                               | Música instrumental (cinta)               |
| 2003    | Son(ru)idos para acordeón, clarinete y electrónica multicanal                                                                      | Música instrumental (cinta)               |
| 2004    | ...//...minúscula claridad recién nacida...//...                                                                                   | Música instrumental (cinta)               |
| 2005    | Alto-Concert II para trombón alto y electrónica                                                                                    | Música instrumental (cinta)               |
| 2006    | La casa del viento IV para trombón alto y electrónica                                                                              | Música instrumental (cinta)               |
| 2007    | Relumbre para trombón alto y electrónica                                                                                           | Música instrumental (cinta)               |
| 2009    | Violoncello-Concert a Joan Miró para violoncelo y electrónica                                                                      | Música instrumental (cinta)               |
| 2009    | Bass clarinet-Concert for Harry Sparnaay, versión para violoncelo para violoncelo y electrónica                                    | Música instrumental (cinta)               |
| 2015-16 | La aurora de Chile para orquesta sinfónica y dos flautas solistas                                                                  | Música instrumental                       |